# Николюкина, Надежда Николаевна
Надежда Николаевна Николюкина — советский хозяйственный деятель, Герой Социалистического Труда.

## Биография
Родилась в 1938 году в Николаевской области Украинской ССР. Член КПСС.
Окончила школу фабрично-заводского обучения.
В 1957—1991 гг. — прядильщица Костромского льнокомбината имени В. И. Ленина Министерства текстильной промышленности РСФСР.
Указом Президиума Верховного Совета СССР от 12 мая 1977 года присвоено звание Героя Социалистического Труда с вручением ордена Ленина и золотой медали «Серп и Молот».
Живёт в Костроме.

## Награды и звания
- Герой Социалистического Труда (12.05.1977)
- Орден Ленина (20.02.1974, 12.05.1977)
- Орден Трудового Красного Знамени (05.04.1971)
- Орден Дружбы народов (23.05.1986)
- Медаль За трудовое отличие (09.06.1966)